# 小行星8870
小行星8870（英語：8870 von Zeipel）是一颗围绕太阳公转的小行星。1992年3月6日，烏普薩拉－ESO小行星及彗星巡天在拉西拉天文台发现了此天体。
这颗小行星的绝对星等为325.5036774321575等。